# Alexander von Kluck
Alexander Heinrich Rudolph von Kluck (Münster, 1846. május 20. – Berlin, 1934. október 19.) német katonatiszt, tábornok az első világháborúban. 1865-ben lépett be a porosz hadseregbe, részt vett a porosz–osztrák–olasz-és a porosz–francia háborúban. Az első világháború kitörésekor az I. német hadsereg parancsnoka volt, mellyel sikeresen benyomult Franciaország területére, de az 1914-es első marne-i csata során  csapatait a franciák véres harcokat követően megállították.

## Élete
Alexander von Kluck 1846-ban született Münsterben. Gyermekkorától kezdve a hadsereg tisztje szeretett volna lenni, ezért a münsteri Gymnasium Paulinum elvégzését követően 1865-ben belépett a 6. vesztfáliai gyalogezredbe, melynek kötelékében részt vett az 1866-ban lezajlott porosz–osztrák háborúban, majd az 1870-71-es porosz–francia háborúban. 1887. november 15-én kinevezték őrnaggyá. 1888. április 16-ától zászlóaljparancsnok a III. gyalogezrednél Magdeburgban. 1893 áprilisától alezredes, 1896-tól ezredes és két évig a Berlini katonai kerület vezetője volt. 1898-tól a bydgoszcz-i 34. lövészezred parancsnoka, 1899. május 22-én kinevezik a 23. gyalogdandár parancsnokává Gliwice városában. 1899. szeptember 22-étől vezérőrnagy.
Az első világháború kitörésekor a Franciaországba betörő I. német hadsereg parancsnoka. Többször vitába került Karl von Bülow tábornokkal, a II. német hadsereg vezetőjével az alkalmazandó haditerv kapcsán és végül a támadás vezetője, a német vezérkari főnök, Helmuth von Moltke vezérezredes Bülow konstrukcióját fogadta el.
Kluck hadseregével Brüsszel és Amiens érintésével elérte Párizst, viszont a haditerv alapjául szolgáló Schlieffen-tervben nem volt meghatározva az, hogy balról vagy jobbról kell-e a várost bekeríteni. A németek tétlenségét kihasználva a francia erők ellentámadást indítottak, és a marne-i csatában Kluck súlyos vereséget szenvedett, csapatait pedig egészen a Marne folyóig kellett visszavonnia. Ezután a két fél beásta magát és állóháború alakult ki a fronton. Egy évvel később, 1915 tavaszán a csapatok megszemlélése közben megsebesült, majd rövidesen nyugállományba vonult. 1934. október 19-én halt meg Berlinben.